# Le Lit volant
Le Lit volant (Het vliegende bed en néerlandais) est le quarante-cinquième album de la série de bande dessinée Bob et Bobette. Il porte le numéro 124 de la série actuelle.
Il a été écrit par Willy Vandersteen et publié dans De Standaard et Het Nieuwsblad du 27 novembre 1958 au 9 avril 1959.

## Personnages
- Bob
- Bobette
- Fanfreluche
- Tante Sidonie
- Lambique
- Jérôme
- Anne-Marie Ducastel
- Ducastel
- Le professeur Barabas
- La princesse Banylon
- Le prince Mem-Phis-To

## Lieux de l'histoire
- Le château de Ducastel
- l'Egypte ancienne
- Laboratoire du professeur Barabas

## l'histoire
Pour l'anniversaire de Bobette, Bob a fait construire un moteur mécanique à Fanfreluche, pour que la poupée puisse marcher. Elle marche alors jusque dans la rue. Lorsque Lambique récupère la poupée, il glisse  et souffre donc temporairement d'amnésie. Il tombe sur un lit volant, qui l'emmène au château des Ducastel. Un homme masqué raconte alors l'histoire d'un savant qui a inventé quelque chose de révolutionnaire en 1880. Les trois fils de ce savant se sont disputés, après quoi il a décidé de ne pas leur laisser la formule de son invention, mais de la diviser en trois et de cacher les trois morceaux dans trois lits volants différents.
La personne masquée dit avoir déjà un lit en sa possession. Par accident, les amis découvrent le troisième lit dans une pièce secrète du château, mais ce lit est détruit. Grâce à Ducastel, la personne masquée peut s'envoler avec le deuxième lit. Les amis vont voir le professeur Barabas, qui essaie alors de le réparer. Là, Ducastel montre un passeport égyptien qu'il a retrouvé, qui s'avère appartenir au prince Mem-Phis-To. 
Bob et Bobette partent donc  en Egypte avec le troisième lit volant . Bobette est blessé par une flèche tirée par les complices du prince Mem-Phis-To. Bobette  laisse Fanfreluche s'enfuir, qui est retrouvée un peu plus tard par la princesse Banylon. Elle reconnait alors la poupée de Bobette en en parle à son mari, le prince Tou-Ten-Kafé. Le couple, s'inquiète aussi de la rébellion du prince Mem-Phis-To. Bobette a des ennuis à la pyramide noire , mais est secouru juste à temps par le prince Tou-Ten-Kafé et son armée. Les hommes du prince Mem-Phis-To sont vaincus et les cousins se réconcilient alors
Bob et Bobette volent avec le lit et la partie manquante de la formule pour rentrer en Belgique. Le professeur Barabas se met à travailler sur la formule. Le liquide est volé par Ducastel, déguisé. Lambique avertit l'armée car il  apparaît que Ducastel a mis Fanfreluche dans le liquide magique. Fanfreluche devient une poupée de taille gigantesque et l'armée tente de la faire exploser avec des explosifs. L'explosion fait fonctionner le mécanisme de Fanfreluche et elle menace de détruire un village. Même Jérôme ne peut pas arrêter Fanfreluche. Après avoir fait quelques dégâts, Fanfreluche rétrécit à nouveau, juste au moment où l'armée est sur le point de la faire exploser. Le liquide a fini de faire son effet
Lorsque le professeur Barabas veut refaire des tests, Ducastel avoua avoir brûlé les papiers sur lesquels la formule était écrite par précaution.

## Contexte de l'histoire
- Lorsque le professeur Barabas est occupé avec les tests de la formule, il se demande si cela est une bonne chose pour l'humanité. Cela fait référence à la bombe nucléaire . La critique de la production d'armes (nucléaires) est un sujet récurrent dans les histoires de Bob et Bobette. Elle avait d'ailleurs déjà été utilisée, par exemple, dans Le semeur de joujoux.
- Dans cette histoire, reviennent certains personnages secondaires qui sont apparus auparavant dans la série : d'une part Anne-Marie Ducastel et Ducastel ( Le testament parlant ) et d'autre part le prince Tou-Ten-Kafé, la princesse Banylon et le prince Mem-phis-To ( La Trompette magique)
- Les critiques ont souligné le manque de cohérence et de logique dans les intrigues et la façon dont Jérôme agit soudainement comme un deus ex machina à la fin[1].
- En 1945, le quotidien néerlandais de Volkskrant publie la bande dessinée Les Aventures de Pa Pinkelman de l'écrivain néerlandais Godfried Bomans . L'histoire, qui contenait un lit volant, a surement inspiré Willy Vandersteen.

## Traductions
- Italien (1978) - Bob et Bobette - Il letto volante
- Suédois (années 80)
- Norvégien (1986) - Finn & Fiffi - Den flygende sengen
- Finois (1986) - Anu & Antti - Lentävä vuode
- Anglais (1989) - Bob & Bobette - The flying bed
- Taiwanais (1992) - Dada & Beibei - ?
- Chinois (1996) - Xin DingDing lixianji - ?
- Espagnol (années 90) - Bob y Bobet - La cama del vuelo